# Davide Bartesaghi
Davide Bartesaghi, né le 29 décembre 2005 à Erba en Italie, est un footballeur italien, qui évolue au poste d'arrière gauche à l'AC Milan.

## Biographie

### En club
Né à Erba en Italie, Davide Bartesaghi est formé par l'AC Milan qu'il rejoint en 2012. Lors de l'été 2022, Bartesaghi est convoqué pour la première fois avec l'équipe première par Stefano Pioli. Le joueur de seize ans intègre l'équipe en vue des matchs de préparations d'avant-saison. Ses prestations impressionnent lors des matchs amicaux, faisant alors de lui un prétendant au poste d'arrière gauche en équipe première, en solution de remplacement de Théo Hernandez, l'habituel titulaire au poste.
Il joue son premier match en professionnel le 23 septembre 2023, à l'occasion d'un match de championnat face au Hellas Vérone. Il entre en jeu et son équipe s'impose par un but à zéro. Le 2 octobre 2023, le jeune défenseur signe un premier contrat professionnel avec son club formateur,.
Le 7 décembre 2023, il fait sa première apparition en Ligue des champions, à l'occasion d'un match de groupe contre Newcastle United. Il entre en jeu à la place de Rafael Leão et son équipe s'impose par deux buts à un ce jour-là,.

### En sélection
Davide Bartesaghi est convoqué avec l'équipe d'Italie des moins de 17 ans en novembre 2021.
Il est sélectionné avec l'équipe d'Italie des moins de 18 ans, jouant trois matchs en 2022.

## Palmarès
| AC Milan - UEFA Youth League - Finaliste en 2023-24 - Supercoupe d'Italie - Vainqueur en 2024 |